# Polycarpa caudata
Polycarpa caudata is een zakpijpensoort uit de familie van de Styelidae. De wetenschappelijke naam van de soort werd voor het eerst geldig gepubliceerd door het echtpaar Claude en Françoise Monniot in 1974.